# San Lorenzo (galéasse napolitaine)
Le San Lorenzo, est une galéasse napolitaine, réquisitionnée et enrôlée dans l'Invincible Armada de 1588. Elles fait partie d'une flotte de quatre galéasses, commandée par Hugo de Moncada i Gralla, l'escadron des galéasses napolitaines.  

## Participation à l'invincible Armada
Le San Lorenzo navire dans l'Armada espagnole comptait 124 marins, 50 unités d'artillerie, 300 rameurs et 270 soldats,,. 
Le San Lorenzo est construit à Naples et déplace 762 tonnes; il est le plus gros navire et, selon certains, le plus magnifique de toute l'armée. 
Hugo de Montcada est nommé commandant de la flotte de Naples. Le navire amiral est le San Lorenzo. Les quatre galéasses de l'escadron étaient: 
- Le San Lorenzo (capitaine de la flotte de Naples) – Capitaine Joan Setantí[5].
- La Zúñiga (patronne de la flotte de Naples) – Capitaine Pere Centelles
- La Girona – Capitaine Fabrizio Spínola, Génois[6].
- La Napolitana[7] – Captain Perrucchio Morán

### Échouement
L'une des variables les plus difficiles qui rendent la navigation dans la Manche britannique si dangereuse, sont les courants, causés par les marées, connues des pilotes locaux. Selon divers témoignages (documents et film documentaires ), la galéasse San Lorenzo ne pouvait pas progresser à la rame à contre-courant du fait de la marée; le duc de Medina Sidonia refusa à Hugo de Montcada l'autorisation d'attaquer le navire Ark Royal, alors qu'il était à sa portée et dans des conditions de supériorité; le San Lorenzo est le premier navire à prévenir du danger des huit navires envoyés par Drake contre la marine espagnole ancrée; L'ordre du duc de Medina Sidonia, de couper les chaînes des ancres de tous les navires de l'armée, provoqué le chaos et de nombreuses collisions. 
Les références au fait sont nombreuses et ne coïncident pas toujours,,,,,,,,,. Dans la confusion provoquée par les collisions, un choc rend inutilisable le gouvernail de San Lorenzo. La manœuvre avec les rames n'est pas assez agile pour combattre sous le feux ennemi (de l’Ark Royal en particulier). Hugo de Montcada décide de se réfugier dans le port de Calais (sous contrôle français et, en principe, neutre). Il n’atteint pas l’entrée du port par la voile et les rames, le galéasse essaie d’entrer dans le port de Calais mais s’enfonce près de l’entrée, à moitié couchée sur le côté. Les soldats (probablement terrifiés par l'incident) désertent le navire, sautant à l'eau; beaucoup d'entre eux se noient; seuls quelques fidèles restent à bord. Les Anglais envoient quelques barques avec des soldats pour s'emparer de la galéasse. Enfin, Howard envoie un renfort avec une barque de l’Ark Royal pour réduire les dernières résistances : Hugo de Montcada est tué d'une balle d'arquebuse dans la tête ; Joan Setantí et d'autres défenseurs catalans meurent également.

## Voir également
- Armada espagnole en Irlande